# Chris Jafta
Christopher Nyaole „Chris“ Jafta (* 1959 in Matatiele) ist ein südafrikanischer Jurist und seit 2007 Richter am Verfassungsgericht der Republik Südafrika.

## Familie und Ausbildung
Jafta ist verheiratet mit Nomviwo Jafta. Mit ihr hat er zwei Kinder, eine Tochter und einen Sohn. In seiner Heimatstadt besuchte er sowohl die Grund- als auch die weiterführende Schule. Danach nahm er das Studium der Rechtswissenschaften an der University of Transkei auf. Dort wurde ihm 1983 der Abschluss BJuris und 1987 der Bachelor of Laws verliehen.

## Beruflicher Werdegang
Seine berufliche Tätigkeit begann Jafta 1983 als Übersetzer bei Gericht. Zwischen 1984 und 1985 arbeitete er als Staatsanwalt, bevor ihm auf Geheiß des South African Bureau of State Security der Posten entzogen wurde, da er sich bei der Prozessführung nicht an Anweisungen der Behörde halten wollte. Aufgrund dessen wurde er zum Sachbearbeiter degradiert. Im Juli 1986 erfolgte eine Ernennung zum richterlichen Beamten. Diese Stellung hatte er bis 1988 inne, bevor er die praktische Ausbildung in einer Anwaltskanzlei in Umtata (heute: Mthatha) begann. Im August desselben Jahres nahm er dann eine Stelle als Dozent an seiner Alma Mater an. Bis 1992 gab er dort Vorlesungen im Bereich des Wirtschafts- und Verfassungsrechts. Danach absolvierte er die praktische Ausbildung bei der Rechtsanwaltskammer in Johannesburg. Nach Abschluss der Ausbildung ließ er sich in Mthatha als Rechtsanwalt nieder und befasste sich hauptsächlich mit Fällen aus dem Arbeits- und dem Verfassungsrecht. Im Jahr 1997 übernahm Jafta für vier Monate den Posten eines kommissarischen Richters am Transvaal Provincial Division. Im Januar 1999 kehrte er an ebendieses Gericht zurück und wurde im November dieses Jahres dort dauerhaft zum Richter ernannt. Im Juni 2001 übernahm er für zwei Jahre auf kommissarischer Basis den Vorsitz des Gerichts. Dann wechselte er an den Labour Appeal Court of South Africa. Ab Juni 2004 war er zunächst wieder kommissarisch und ab November 2004 hauptamtlich als Richter am Supreme Court of Appeal of South Africa. Im Dezember 2007 wechselte er schließlich, zunächst als Richter auf Zeit und dann als hauptamtlicher Richter an das Verfassungsgericht der Republik Südafrika.